# Mavic (UAV)
Mavic és una sèrie de drons quadrocòpters compactes teleoperats per a ús de fotografia i videografia aèria personal i comercial, publicats per la companyia xinesa de tecnologia DJI.

## Mavic Pro
Anunciat el setembre del 2016, el Mavic Pro, que es va llançar a finals del 2016, va ser el primer dron de la sèrie Mavic. El dron és capaç de capturar vídeo 4K, té un abast de vol de 4.3 milles (6.9 km) i un temps de vol de 27 minuts. La velocitat màxima és de 65 km / h (40 mph) en mode esportiu. Incorpora un sistema Lightbridge millorat que pot transmetre vídeo en directe a una distància de 7 quilòmetres en 1080p. El Mavic Pro està equipat amb la mateixa càmera que el Phantom 4, tot i que amb un camp de visió de 78 graus (FOV) en lloc dels 94 graus del Phantom. La càmera és una càmera de 12MP capaç de gravar vídeo 4K a 24 fotogrames per segon (FPS). Té una capacitat de 96 FPS quan es dispara en 1080p. La seva càmera manté la mateixa taxa de bits de Mbit/s vista a Phantom 4. El Mavic Pro es doblega prou petit per cabre en una bossa petita (83 mm x 83 mm x 198 mm). Les seves potes i hèlixs es pleguen per sota i cap al costat del dron per formar un paquet compacte.

### Controlador

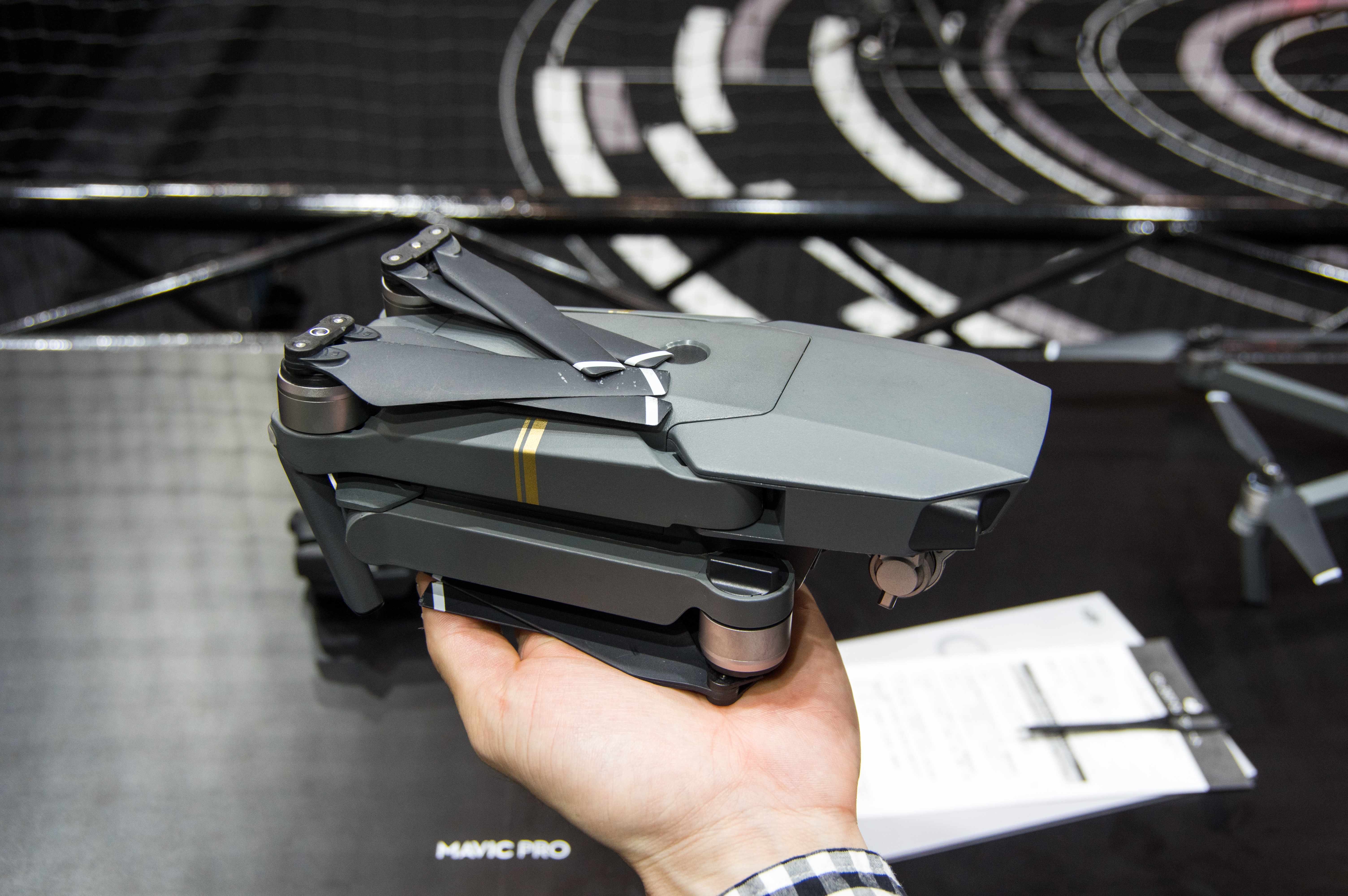
El Mavic Pro en el seu estat de plegat.

El controlador Mavic és més compacte que els d'altres drons DJI. Inclou mànecs desplegables per a telèfons intel·ligents i tauletes petites, i té una pantalla d'informació de vol integrada per al vol sense un telèfon intel·ligent ni tauleta.
Un interruptor del Mavic li permet funcionar en mode Wi-Fi independent del controlador (per exemple, controlat directament des d'un telèfon intel·ligent). En mode Wi-Fi, es pot accedir a totes les funcions de vol mitjançant l'aplicació DJI Go 4, però amb un abast reduït a uns pocs centenars de metres.

## Mavic Pro Platinum
A la fira comercial IFA del 2017, DJI va anunciar l'actualització Mavic Pro Platinum. La versió actualitzada inclou una millor durada de la bateria i una reducció del soroll millorada gràcies a les noves hèlixs i controladors electrònics de velocitat.

## Mavic Air
El Mavic Air, que es va llançar a principis del 2018, pot capturar vídeo de 4k a 30 FPS. L'Air té un cardà de 3 eixos i un objectiu de 24 mm. L'Air també té una funció SmartCapture, un sistema de detecció de l'entorn en tres direccions i un temps màxim de vol de 21 minuts.
Inclou una càmera de 12MP 4K HDR, muntada en un cardà de 3 eixos i té un nou mode panoràmic, que uneix 25 fotos en vuit segons per crear un "Panorama esfèric". A causa de les antenes muntades al tren d'aterratge, el dron té un temps de vol de 21 minuts i un abast de 2,5 milles. Igual que Spark, l'Air també disposa del mode "Smart Capture", en el qual es pot controlar el dron mitjançant gestos manuals.

### Controlador
El controlador Mavic Air és similar al controlador Mavic Pro, tret que el Pro inclou una petita pantalla de monitor incorporada. El controlador Mavic Air també té pals desmuntables per facilitar la portabilitat.

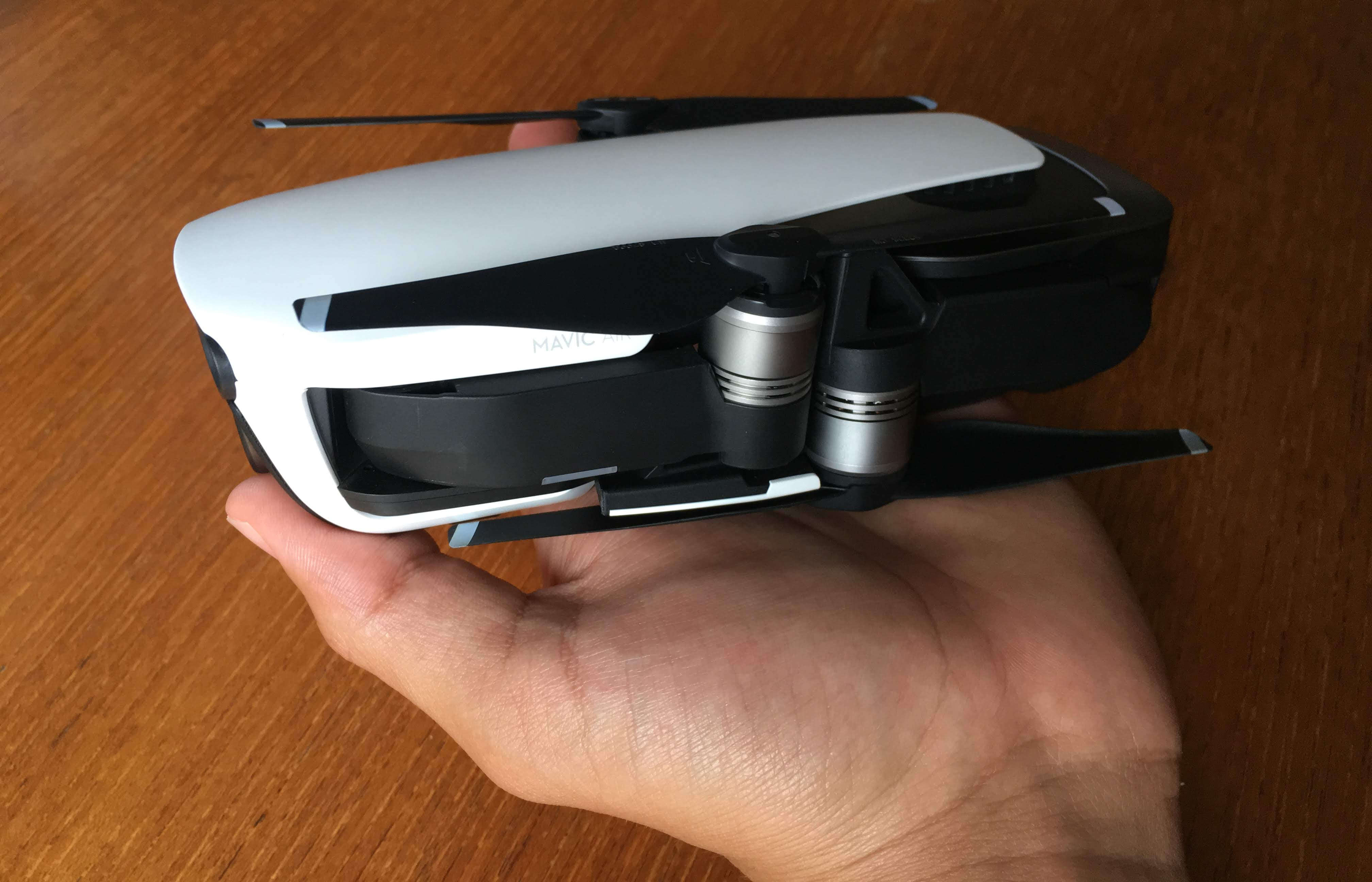
Una persona aguantant el DJI Mavic Air plegat.

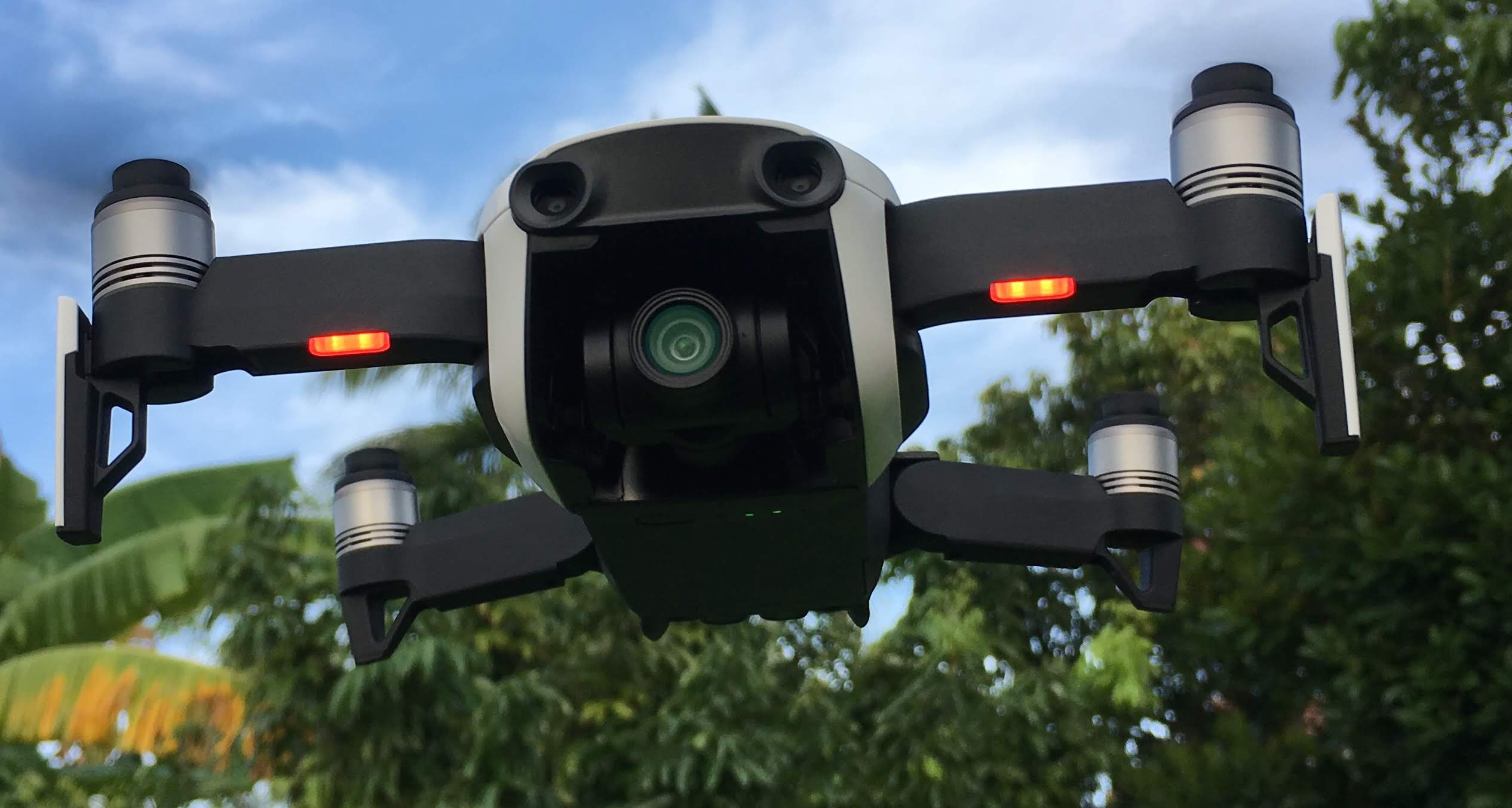
DJI Mavic Air a l'aire.

## Mavic 2 Pro i Mavic 2 Zoom

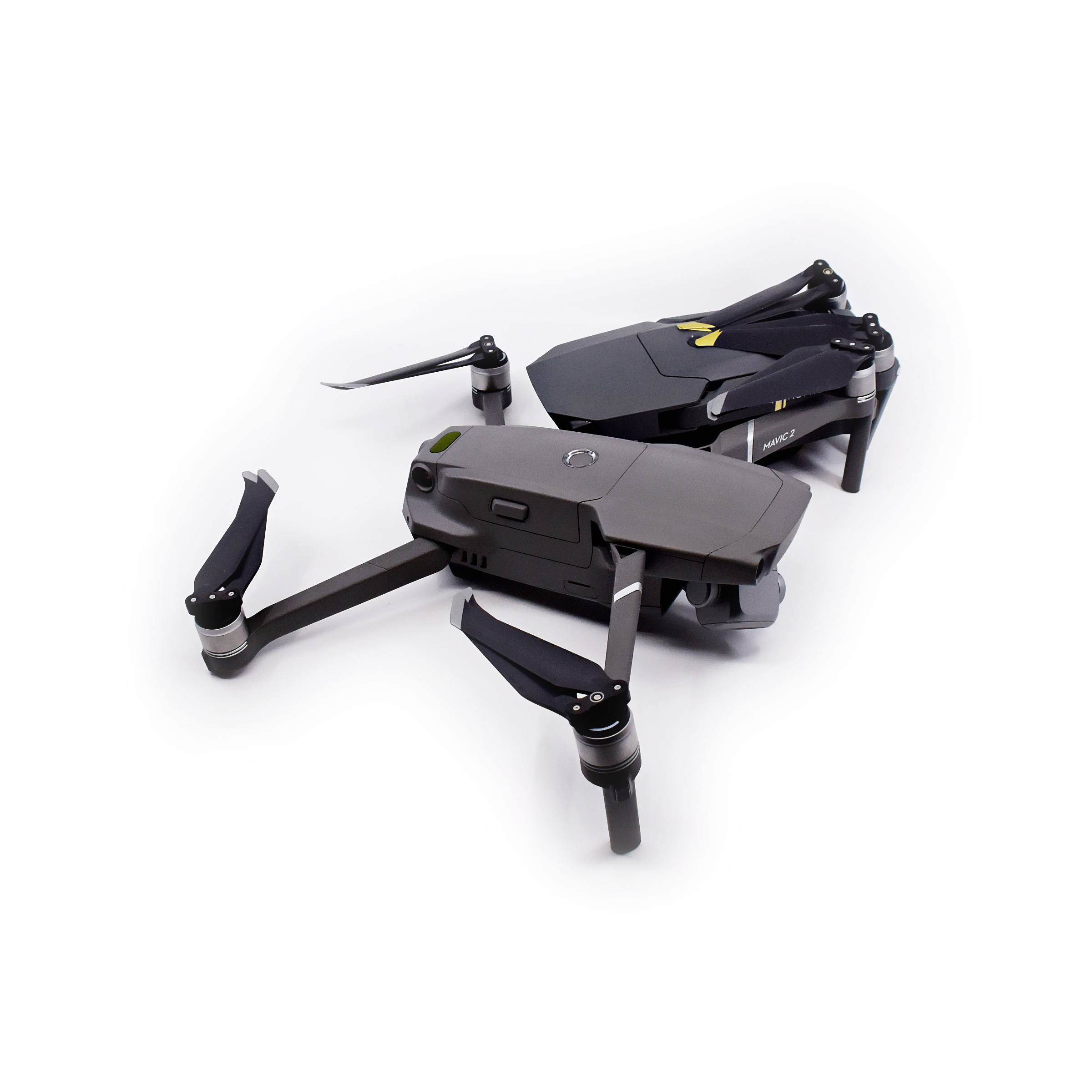
DJI Mavic Pro i Mavic 2 Pro

DJI va anunciar l'agost de 2018 el Mavic 2 Pro i el Mavic 2 Zoom. Els dos avions no tripulats tenen 10 sensors d'evitació d'obstacles per tots els costats i un temps de vol màxim de 31 minuts. Tots dos drons també poden gravar vídeo 4K a 30 FPS. El Mavic 2 Zoom té una funció de zoom de 4× (òptic de 2× i digital de 2×) i una càmera de 12 megapíxels. El Mavic 2 Pro inclou una càmera Hasselblad i la funció Hyper Timelapse.

## Mavic 2 Enterprise
El 29 d'octubre de 2018, DJI va anunciar el Mavic 2 Enterprise (M2E). Incorporant funcions de la línia de drons de consum Mavic 2, el Mavic 2 Enterprise inclou tres accessoris modulars per a aplicacions industrials i de primera resposta. Inclou el focus M2E (amb capacitat per a 2400 lúmens), l'altaveu M2E (capaç de reproduir 10 missatges pregrabats a 100 decibels) i el far M2E, un estroboscòpic visible a tres quilòmetres de distància i dissenyat per eliminar les exempcions nocturnes de la FAA per a les inspeccions nocturnes. 

## Mavic Mini
DJI va anunciar el Mavic Mini el 30 d'octubre de 2019 com a substitut del DJI Spark, ja descatalogat, i el posicionava com un dron de càmera per a principiants. La seva càmera és sobre un cardà de tres eixos i compta amb un sensor de 12MP capaç de generar vídeo de 2,7K a 30 FPS. El Mavic Mini comparteix característiques de disseny similars amb les sèries Mavic Pro i Mavic 2, tot i que destaca per la seva portabilitat i la seva mida general. El màrqueting de DJI darrere del Mavic Mini se centra en el pes del dron a 249 grams (8.8 oz), cosa que li permet evitar les normatives de registre de drons a diversos països occidentals com els Estats Units, Canadà i el Regne Unit. Al Japó, es va llançar un model amb una bateria més petita que pesava 50 grams (1.8 oz) mm) menys, per ingressar sota els 200 grams (7.1 oz) similars del Japó 200 grams (7.1 oz) límit. A més, té un abast de 4 km.

## Mavic Air 2

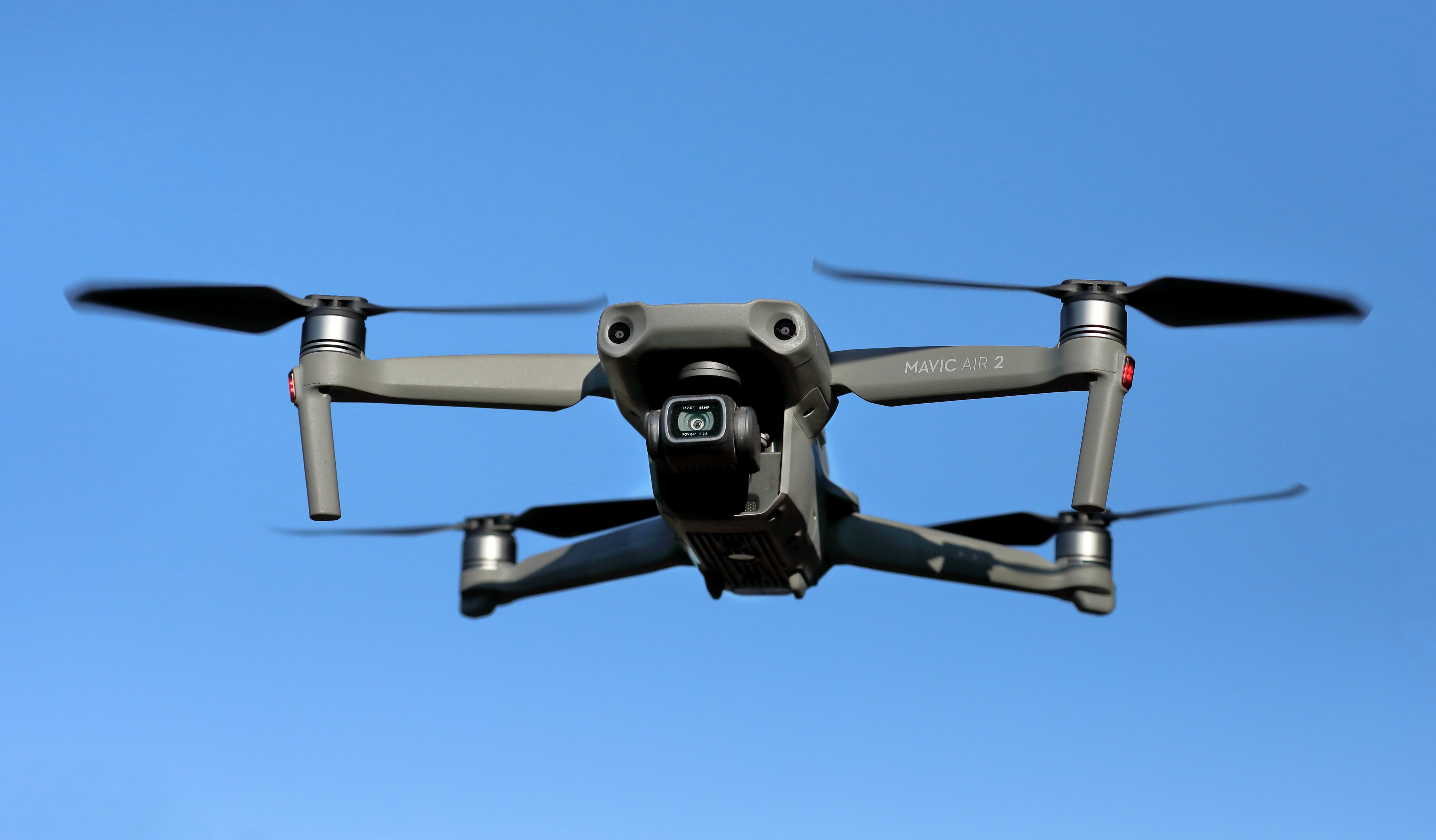
Mavic Air 2

DJI va llançar el nou membre de la sèrie Air conegut com a Air 2 el 27 d'abril de 2020. L'Air 2 té una càmera CMOS de 1/2 polzada, un temps de vol de 34 minuts per bateria, que pot viatjar fins a 68,4 km / h. El comandament a distància de l'Air 2 presenta un nou disseny de la família Mavic. El controlador estàndard de DJI munta un telèfon mòbil a la part inferior, cosa que obliga l'operador a mirar cap avall mentre mira la pantalla. Les il·lustracions detallades del nou controlador mostren una muntura que manté el telèfon intel·ligent a la part superior, més en línia de visió. Això s'assembla al muntatge al controlador de l'Anafi, un competidor de Mavic Air fabricat pel rival francès de DJI, Parrot. El Mavic Air original utilitza un sistema de control de ràdio Wi-Fi millorat. Però el Mavic Air 2 s’actualitza a OcuSync 2.0, un sistema de ràdio dedicat que funciona en els rangs de 2,4 GHz i 5,8 GHz (el sistema funciona en mode de banda única i de doble banda, 5,8 GHz no és compatible amb totes les regions). Això promet menys interferències de les xarxes Wi-Fi ambientals. També ofereix un millor abast de fins a 10 quilòmetres. Pel que fa al rodatge, Air 2 admet format RAW, mode 48MP, vídeo HDR i mode càmera lenta de 240 fps. Mavic Air 2 té una funció de seguretat que avisa els usuaris sobre avions i helicòpters propers mitjançant el seu controlador.

## DJI Mini 2 (2a generació del Mavic Mini)
DJI Mini 2 millora l'èxit del Mavic Mini amb el seu marc ultralleuger / plegable i un temps de vol més llarg (31 minuts). El DJI Mavic Mini 2 és un mini dron potent (4K) per a principiants. Té una càmera de 12MP 4K de 3 eixos recentment dissenyada. Amb un pes de només 249 g, el Mavic Mini té aproximadament el mateix pes que un telèfon intel·ligent que pot suportar vents de nivell 5. Té 5 modes de rapidesa, 3 modes panoràmics, HD, vídeo de 2,7k i 4k. També té la possibilitat de fer fotos en brut.